# Gaëtan de Rochebouët
Gaëtan de Grimaudet de Rochebouët (Angers, 16 marzo 1813 – Parigi, 23 febbraio 1899) è stato un politico e militare francese. È stato il Primo Ministro della Francia dal 23 novembre al 13 dicembre 1877.

## Biografia
Colonnello del 14º reggimento d'artiglieria dal 1854, poi del reggimento di artiglieria a cavallo della Guardia imperiale nel 1855. Viene promosso generale e partecipa alla guerra franco-prussiana nel 1870. Dal 28 gennaio 1874 comanda poi il 18º corpo d'armata, con base a Bordeaux.
Viene nominato Primo Ministro della Francia il 23 novembre 1877, svolgendo a interim anche l'incarico di Ministro della Guerra; si dimette il 13 dicembre successivo, dopo esattamente 20 giorni, per quello che sarà uno dei governi più brevi della storia francese. Torna quindi alla guida del 18º corpo d'armata. 
Muore all'età di 85 anni il 23 febbraio 1899. Viene seppellito nel cimitero comunale di Maine-et-Loire.